# Garypus ornatus
Espèce
Garypus ornatus est une espèce de pseudoscorpions de la famille des Garypidae.

## Distribution
Cette espèce est endémique des îles Marshall. Elle se rencontre sur Bikini dans les îles Ralik.

## Habitat
Cette espèce se rencontre sur le littoral.

## Description
La femelle holotype mesure 3,5 mm.
La femelle décrite par Harvey, Hillyer, Carvajal et Huey en 2020 mesure 3,76 mm.

## Publication originale
- Beier, 1957 : Pseudoscorpionida. Insects of Micronesia, vol. 3, p. 1-64 (texte intégral).